# Kristjan Jaak Peterson
Kristjan Jaak Peterson, conosciuto anche come Christian Jacob Petersohn (Riga, 14 marzo 1801 – Riga, 4 agosto 1822), è stato un poeta estone, comunemente ritenuto il principale ispiratore del risveglio nazionale estone e il fondatore della letteratura contemporanea estone.

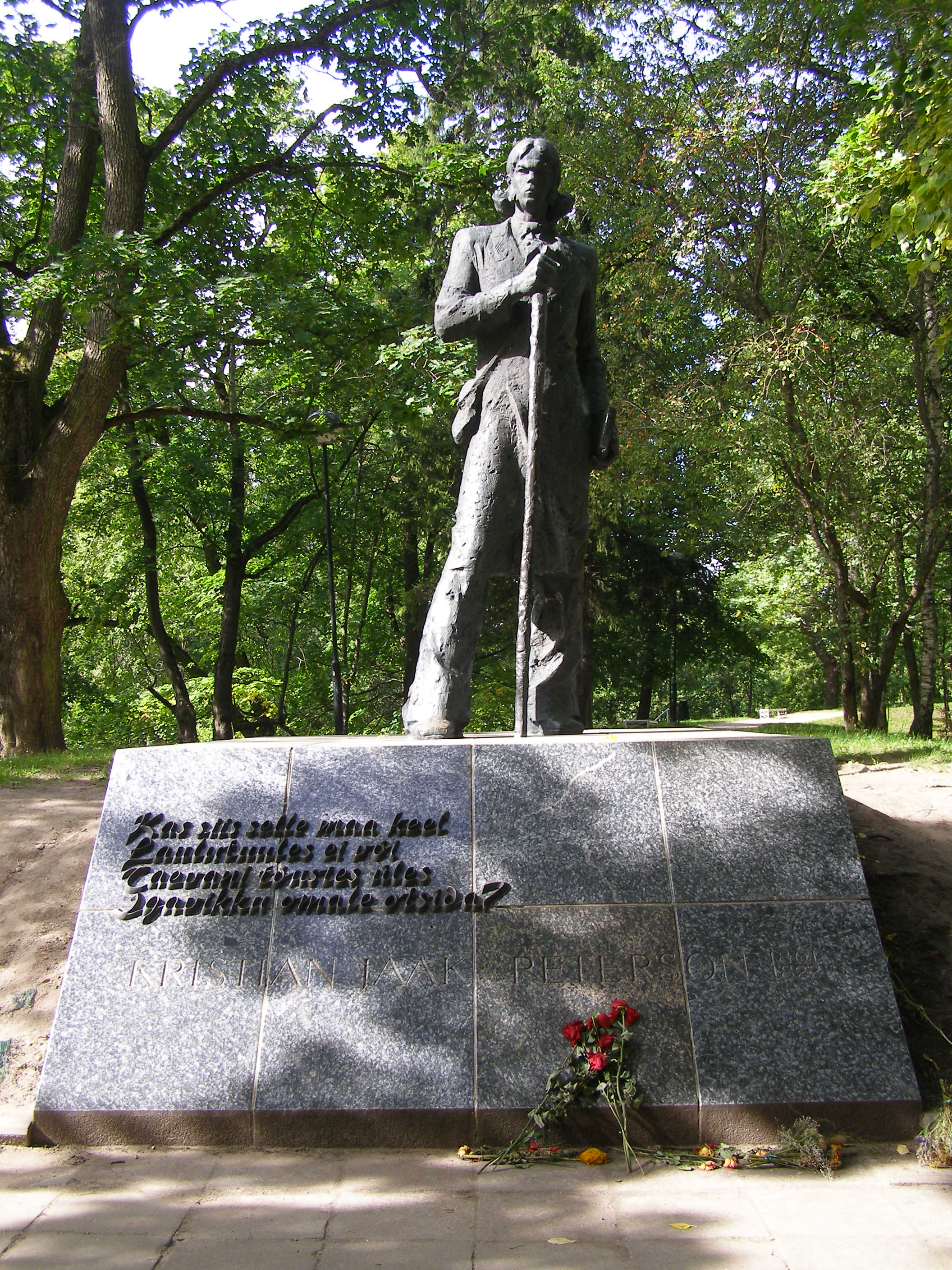
Statua di Kristjan Jaak Peterson sulla collina di Toome, Tartu

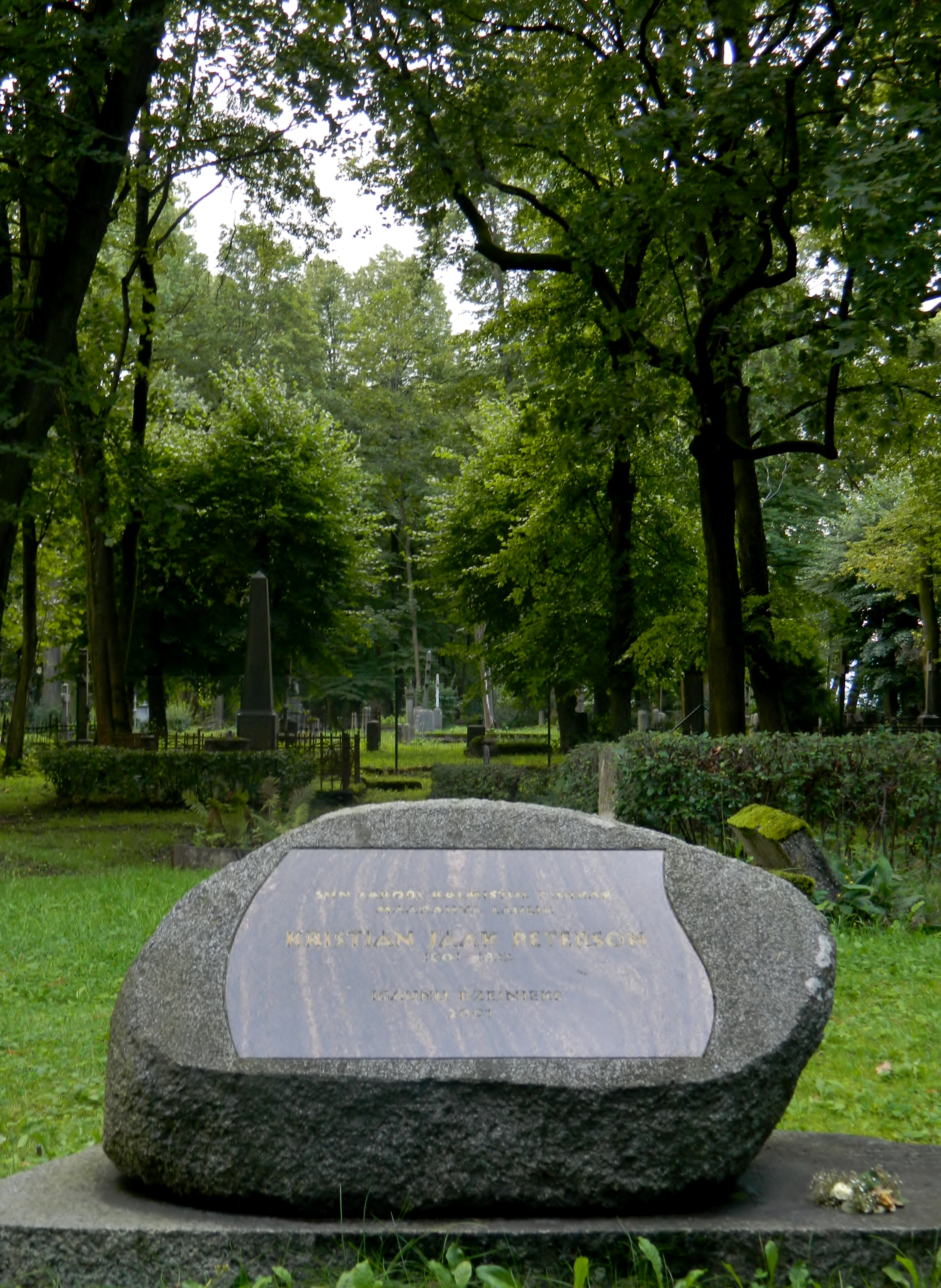
Lapide di Kristjan Jaak Peterson nel cimitero Pokrov a Riga

La sua carriera letteraria venne prematuramente interrotta dalla tubercolosi, che lo uccise a soli 21 anni. La sua data di nascita, il 14 marzo, è festeggiato in Estonia come il giorno nazionale della lingua estone.
Può la lingua di questa terra,
in questo vento incantato,
raggiungere i cieli,
perseguendo l'eterno?
Kristjan Jaak Peterson
Questi versi vennero usati come motto, durante il risveglio nazionale estone, per far conoscere, anche all'estero, la dignità poetica della lingua estone. Infatti, dopo la riapertura dell'Università di Tartu nel 1802,  Kristjan Jaak Peterson divenne il primo studente con una solida conoscenza delle proprie origini estoni.
Kristjan Jaak Peterson scrisse le sue poesie in minuscoli libri, che videro la pubblicazione solo un secolo dopo la sua morte. Per tutta la sua vita si dedicò al folklore del Baltico, attingendo alle numerose leggende e racconti orali della tradizione mar Baltico.
Peterson incarnò la tradizione del romanticismo, riscoprendo la cultura assopita dell'Estonia medievale e padroneggiando diverse lingue antiche, fra cui greco e latino, e moderne. La sua impresa più celebre rimane l'attraversata a piedi della Livonia, fra Tartu e Riga, della quale ci rimangono numerosi appunti di viaggio.
Recentemente, i manoscritti di Peterson sono stati pubblicati nel 2001 in un'edizione bilingue Estone-Tedesco.